# 클라우디오사우루스

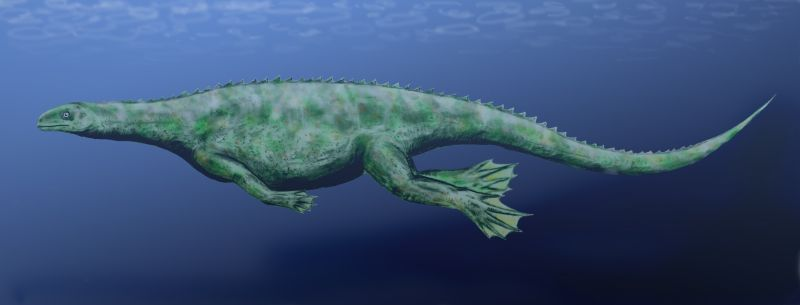

클라우디오사우루스(학명:Claudiosaurus germaini)는 기룡목 클라우디오사우루스과에 속하는 기룡이다. 지금은 멸종된 종으로 몸길이가 4~6m인 거대한 기룡에 속한다.

## 특징
클라우디오사우루스(Claudiosaurus)는 원시 아라이오스셀리디아보다 더 파생된 디옵시드를 함유한 파충류 집단인 네오디아피다(Neodiapsida)의 최초 구성원 중 한 명이었다. 몸통과 목이 비교적 길어서 전체 길이가 약 60cm(2.0ft)에 이른다. 그것은 현대의 해양 이구아나와 비슷한 방식으로 생활하면서 부분적으로 해양적인 것으로 추정된다. 이 이론의 주된 이유는 뼈대 대신 상당한 양의 연골이 포함되어 있어 육지에서 무게를 지탱하는 데 어려움을 겪었음을 보여준다. 특히 흉골의 발달이 서툴렀기 때문에 물 밖으로 걷기 힘들었을 것이다. 그 대신 몸과 꼬리를 늘어뜨리고, 다리를 몸에 밀착시켜 능률을 높이는 방법으로 헤엄쳤을 것이다. 그러나 보다 최근의 연구는 바다 이구아나가 비슷하게 육지동물과 매우 미묘하게 다를 뿐이지만 척추와 다리 비율이 육지 파충류의 그것과 더 가깝다는 것을 보여준다. 평균 척추뼈는 호바사우르스의 약 두 배다. 클라우디오사우르스는 호바사우루스보다 꼬리가 가늘다. 전두엽은 등측 궤도 여유에 기여한다. 이것은 전전선이 후전선과 접촉하는 것을 방지한다. 후전선은 후방으로 확장되어 궤도 림에 기여한다. 프테리고이드의 앞쪽 과정은 곧다. 가장 가까운 두개골 비교는 아나로사우루스속과 있을 수 있다. 클라우디오사우루스(Claudiosaurus)는 아케로소돈토사우루스(Acerosodontosaurus), 호바사우루스(Hovasaurus)와도 관련이 있는 종이다. 클라우디오사우르스는 이외에 반수생생물이였다는 설이 있다. 사지뼈와 척추뼈가 두꺼워지는 파초스테틱의 발견은 이 이론을 뒷받침한다. 수족관의 접촉 여백은 제대로 규정되지 않아 연골이 많이 남아 있어 수영에 도움이 될 '유연성'이 더 크다. 수생식용 습관의 증거가 있다. 이러한 것을 뒷받침하는 것은 두개골의 작은 크기, 미각과 한계 의치의 성질과 그리고 긴 목이다. 생물들에 대한 분류학적으로 보면 클라우디오사우루스(Claudiosaurus)는 마다가스카르 모론다바 분지(Morondava Basin)의 Permian Sakamena Formation(Permian Sakamena Formation)에서 유래한 디압시드 파충류들의 멸종된 속이다. 척추동물, 둘레, 팔다리의 패턴은 클라우디오사우르스와 타데오사우루스가 공통 조상을 공유하고 있음을 나타낸다. 클라우디오사우루스는 리 외(2018년)에 의해 거북이의 친척으로 회복되어 기저귀 네오디옵시드 아케로소돈토사우루스와 쇄골을 형성하고 있다. 양턱에는 총 15~20개의 강력하고 날카로운 톱니 모양의 이빨이 나 있으며 이를 통해 먹이를 사냥했을 것으로 보인다. 먹이로는 당대에 서식했던 물고기, 갑각류, 작은 어룡, 무척추동물을 잡아먹고 살았을 육식성의 포식자로 추정된다.

## 생존시기와 서식지와 화석의 발견
클라우디오사우루스가 생존하던 시기는 중생대의 트라이아스기 후기로 지금으로부터 2억년전~1억 8천만년전에 생존했던 종이다. 생존했던 시기에는 아프리카를 중심으로 하는 동부 대서양과 인도양에서 주로 서식했던 공룡이다. 화석의 발견은 1981년에 아프리카의 트라이아스기에 형성된 지층에서 아프리카의 고생물학자들에 의해 처음으로 발견되어 새롭게 명명된 종이다. 이후에 클라우디오사우루스는 마다가스카르의 사카메나 형성으로부터 알려져 있다. 원래 클라우디오사우르스는 라이트 퍼미언에서 발견되었지만 최근에는 마다가스카르의 얼리 트라이아스기 퇴적물에서도 발견되었다. 하부 사카메나 형성은 아마도 탕가니카호와 비슷한 남북 방향의 균열 계곡 내에 위치한 습지 환경에 퇴적되었다. 퇴적 당시 기후는 온대·온대·습도였으며, 계절강우 및 형성으로부터 가능한 몬순오네우라(Monsooneura), 광자체질로 글로솝테리스(Glosopterm Gymnosperm Glogosopteris)의 종자가 되는 양치류인 레피도프테리스(Lepidopteris) 등이 있다

## 같이 보기
- 파충류
- 중생대
- 트라이아스기
- 기룡
- 공룡
- 화석